# Kazue Katō
Kazue Katō (japanisch 加藤 和恵 Katō Kazue, * 20. Juli 1980 in Tokio) ist eine japanische Mangaka. Ihre erfolgreichste Serie ist Blue Exorcist, die seit 2009 läuft, in viele Sprachen, darunter ins Deutsche, übersetzt und unter anderem als Anime-Fernsehserie umgesetzt wurde.

## Werdegang und Werk
Katō wurde am 20. Juli 1980 in Tokio geboren und ist mit einem jüngeren Bruder und einer jüngeren Schwester aufgewachsen. In ihrer Oberschulzeit wollte sie Animatorin werden, wurde von ihrem Vater aber davon abgehalten und nach der Schule zum Studium geschickt. Dieses brach sie jedoch ab und begann eine Laufbahn als Manga-Zeichnerin. 2000 wurde mit der Kurzgeschichte Boku to Usagi ihr erster Manga veröffentlicht. Es folgte 2005 bis 2006 die Serie Robo to Usakichi. Nachdem sie bereits diese beiden Werke in Shōnen-Magazinen veröffentlicht hatte, wurde Katō vom ähnlich ausgerichteten Jump Square mit einer neuen Serie beauftragt. Es entstand Blue Exorcist, das 2009 startete und ihre bisher erfolgreichste Serie wurde. Die Bände wurden in Japan millionenfach verkauft und waren zeitweise unter den bestverkauften Serien. 2011 entstand neben weiteren Adaptionen als Anime-Fernsehserie und seit 2012 erscheint der Manga neben vielen anderen Übersetzungen auch auf Deutsch. Katō wird auf Deutsch von Kazé Manga beziehungsweise Crunchyroll verlegt, wo auch weitere Bücher von ihr erschienen. Während Blue Exorcist läuft, schafft sie immer wieder Kurzgeschichten, die in Anthologien herausgegeben werden. Für den Anime Godzilla Singular Point von 2021 entwarf Katō das Charakterdesign.

## Bibliografie (Auswahl)
- Boku to Usagi (僕と兎, 2000, Kurzgeschichte)[1]
- Robo to Usakichi (ロボとうさ吉, 2005–2006, 5 Bände)
- Blue Exorcist (青の祓魔師 Ao no Futsumashi, seit 2009, 31 Bände)
- Time Killers (2011–2013, 1 Band)
- Strange Repairman Tales (営繕かるかや怪異譚 Eizen Karukaya Kaiitan, 2022, 1 Band)

Zu Blue Exorcist erschien in Japan sowie unter anderem auch auf Deutsch das Artbook Blue Exorcist Pocket Gallery.